# György Marx
György Marx (Budapest, 25 maggio 1927 – Budapest, 2 dicembre 2002) è stato un fisico, docente e astrofisico ungherese.

## Biografia
Laureato all'Università Loránd Eötvös, scoprì il numero leptonico e creò la legge di conservazione del numero leptonico.
Fu il primo scienziato non britannico a vincere la Medaglia Bragg dell'Institute of Physics, nel 2001. Gli venne concessa per il suo "notevole contributo allo studio della fisica".

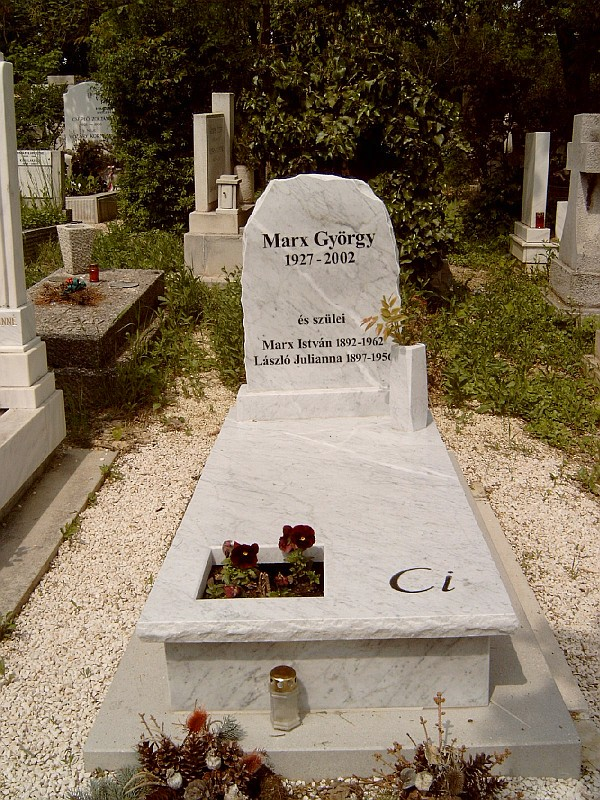
Tomba di György Marx e dei suoi genitori al Farkasréti Cemetery (30/2-1-3.)

Marx morì a Budapest a seguito di una grave malattia. Il 18 dicembre fu sepolto al Cimitero di Farkasréti alla presenza della sua famiglia, amici, discepoli e colleghi scienziati. Szilveszter E. Vizi, neuroscienziato e presidente dell'Accademia delle scienze ungherese, recitò l'elogio funebre.